# Саламыковское
Саламыковское — озеро в Лаишевском районе Татарстана.

## География
Озеро Саламыковское — бессточный водоём карстового происхождения. Расположено возле деревни Саламыково Лаишевском районе Татарстана. Водоём имеет вытянутую форму с крутыми берегами. Длина озера 1880 м, максимальная ширина 180 м. Площадь зеркала 19,8 гектар. Средняя глубина 4 м, максимальная 9 м.

## Гидрология
Объём озера 800 тыс. м³. Питание подземное, устойчивое. Вода жёлтого цвета, без запаха, жёсткостью менее 1 ммоль/л, минерализацией 64 мг/л, прозрачность 80 см. Химический тип воды гидрокарбонатно-кальциевый.

## Хозяйственное использование
- Водоём используется в качестве водопоя для скота, полива и рыбной ловли.
- Постановлением Совета Министров Татарской АССР от 10 января 1978 г. № 25 и постановлением Кабинета Министров Республики Татарстан от 29 декабря 2005 г. № 644 признана памятником природы регионального значения